# Aiktak
Aiktak (en aleuta Ugangax) és una petita illa deshabitada de les illes Krenitzin, un subgrup de les illes Fox de les illes Aleutianes orientals, a l'estat d'Alaska. Fa 2,1 km de llarg i es troba a una seixantena de quilòmetres a l'est de l'illa Akutan. Aiktak és un nom aleuta transcrit pel capità Tebenkov l'any 1852 com "Ostrov Aikhtak". RH Geoghegan va suggerir que el nom deriva de l'aleuta "aikhag", que significa "viatjar o anar de viatge". També es coneix com a Ashmiak.